# August Häfner

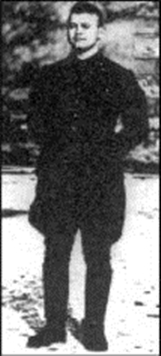
August Häfner

August „Gustel“ Häfner (* 31. Januar 1912 in Mellingen, Schweiz; † 20. Juni 1999 in Ilshofen-Eckartshausen, Deutschland) war ein deutscher Küfer, Wein- und Spirituosenhändler aus Schwäbisch Hall, der als Obersturmführer und Kriminalkommissar im Sonderkommando 4a eingesetzt war und als einer der wesentlich Beteiligten am Massaker von Babyn Jar am 29. und 30. September 1941 in Kiew, Ukrainische Sozialistische Sowjetrepublik gilt.

## Leben
August „Gustel“ Häfner wurde als Sohn des Küfers August Häfner und der Emma geb. Schweizer in der Schweiz geboren. Sein gleichnamiger Vater war in den 1900er Jahren während seiner Wanderjahre in die Schweiz gegangen und arbeitete dort als Küfer und Kellermeister. Als dessen Vater Georg Wilhelm 1914 starb, rief ihn seine Mutter nach Deutschland zurück, um die elterliche Küferei zu übernehmen. Bei seiner Ankunft am 1. August 1914, dem Tag an dem das Deutsche Kaiserreich in den Ersten Weltkrieg eintrat, wurde er allerdings sofort zum Wehrdienst eingezogen, und die Übernahme fand erst 1918 statt. Während des Krieges leitete zunächst der jüngere Bruder Augusts, Wilhelm „Willie“, dann, als er ebenfalls eingezogen wurde, die Mutter Marie das Geschäft. Der jüngste Bruder, Robert, fiel schon 1914 in den ersten Tagen des Krieges.
Gustel Häfner erlernte 1927–1929 bei seinem Vater den Beruf des Küfers. Auf seinen Wanderjahren trat er zunächst der HJ bei, bei der er mit dem Goldenen HJ-Abzeichen ausgezeichnet wurde. Zum 1. Januar 1932 trat er als 19-Jähriger der NSDAP bei (Mitgliedsnummer 869.199). Er trat 1932 auch der SA bei, verließ sie aber nach eigenen Angaben schon zwei Wochen später wieder. Am 4. März 1933 wurde er mit der Nummer 105.693 Mitglied der SS. Am 1. August 1937 trat er freiwillig den Grenztruppen bei und wurde Inspektionsführer der Grenzpolizeischule Pretzsch. Während des Zweiten Weltkrieges wurde er am 1. August 1940 zur Ablegung des Begabtenabiturs nach Berlin versetzt und bestand dort die Prüfung. Anschließend besuchte er den Lehrgang für Anwärter des leitenden Dienstes der Sipo, den er aber nach eigenen Angaben nicht beenden konnte, weil der Kurs kriegsbedingt abgebrochen wurde.
Die Teilnehmer des Kurses wurden an die Grenzpolizeischule nach Pretzsch verlegt. Im Juni 1941 wurde aus Angehörigen der Sipo und des SD und den Kursteilnehmern das Sonderkommando 4a gebildet. Am 23. Juni 1941 wurde das Sonderkommando nach dem Überfall auf die Sowjetunion an die Ostfront in Marsch gesetzt. Wenige Tage nach der Eroberung von Kiew kam es durch mit Zeitzündern versehenen Bomben zu mehreren Explosionen in Quartieren der Wehrmacht. Daraufhin wurde beschlossen, die Juden von Kiew zu ermorden. Ausgeführt wurde das Massaker von Babyn Jar vom Sonderkommando 4a.
Anschließend war er noch bei der Gestapo in Innsbruck, ab Spätsommer 1943 im Einsatzkommando 11b und Kommandeur der Sicherheitspolizei und des SD in Wien.

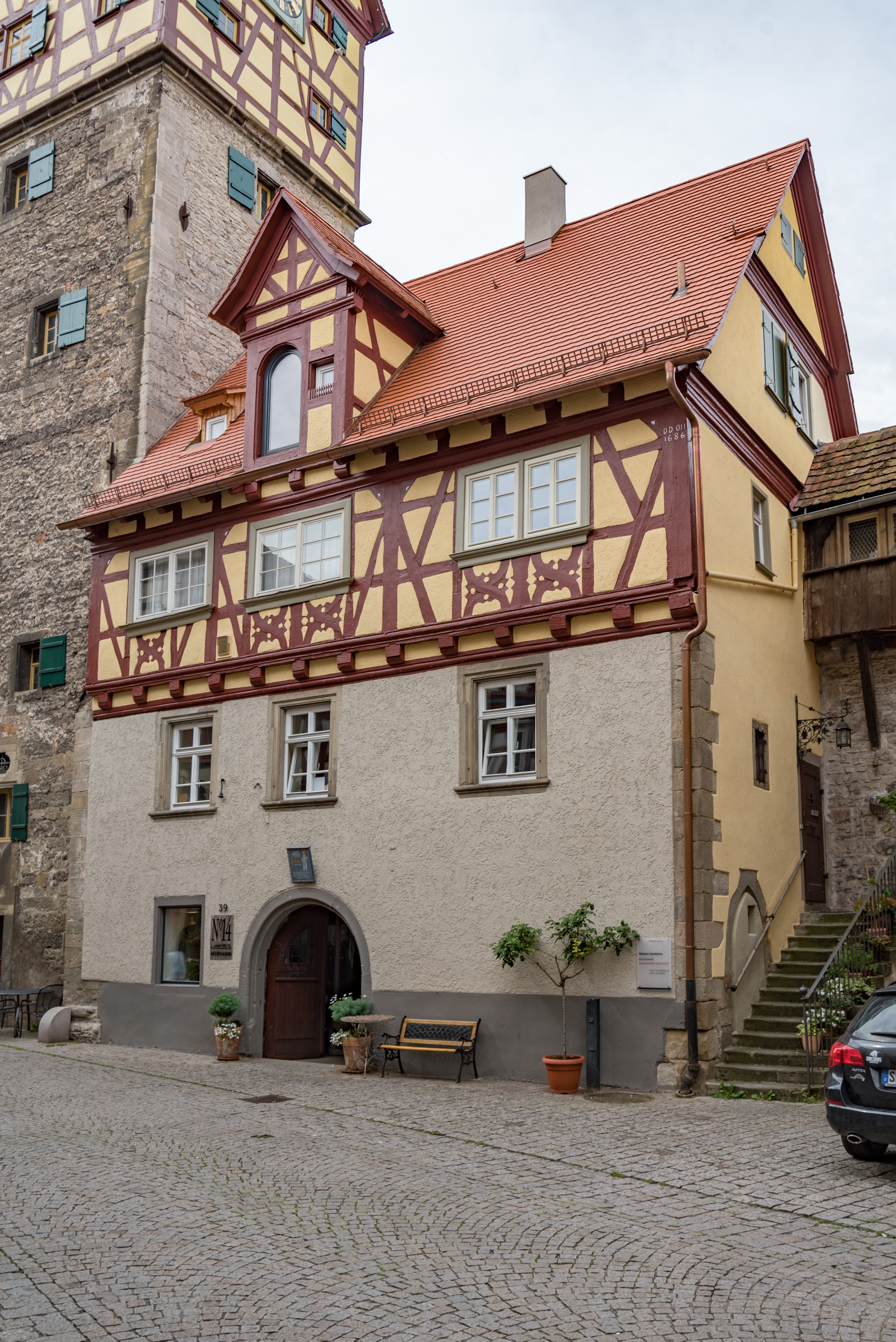
Gebäude des Weingeschäfts in der Gelbinger Gasse 39 in Schwäbisch Hall

Am 27. Oktober 1947 sagte Häfner als Zeuge vor dem United States Military Tribunal im Nürnberger Einsatzgruppen-Prozess aus. Nach dem Krieg trat er in die Küferei und das Wein- und Spirituosengeschäft seines Vaters in der Gelbinger Gasse 39 in Schwäbisch Hall ein und übernahm das Geschäft 1954.
Am 18. Mai 1965 wurde eine gerichtliche Voruntersuchung gegen August Häfner wegen seiner Beteiligung an den Morden des Sonderkommandos 4a eingeleitet. Am 2. Oktober 1967 begann vor dem Darmstädter Schwurgericht die Hauptverhandlung gegen ehemalige Angehörige des Sonderkommandos 4a. Bekannt wurde er 1968 durch seine Aussagen vor dem Landgericht Darmstadt, die der Wehrmacht eine indirekte Beteiligung an dem Massaker bescheinigten. „Schießen müsst ihr!“ soll der Stadtkommandant von Kiew Kurt Eberhard nach Aussagen von Häfner in einer Besprechung gemeint haben. Auch soll die Wehrmacht nach Aussagen von Häfner die Gräber ausgehoben haben und die Aktion für „gut und richtig“ befunden haben. Am 29. November 1968 wurde er zu neun Jahren Zuchthaus verurteilt unter Anrechnung der Zeugenhaft während der Nürnberger Prozesse. Nach einem Verfahren vor dem Landgericht Düsseldorf wurde das Urteil 1973 auf acht Jahre Freiheitsstrafe festgesetzt.
Häfner wurde am 25. Februar 1976 aus der Justizvollzugsanstalt Konstanz entlassen. Seine gesundheitlichen Beeinträchtigungen, die er vor dem Landgericht geltend gemacht hatte, verschlimmerten sich offenbar nicht, denn er starb erst 23 Jahre später an den Folgen der Parkinson-Krankheit. Er hinterließ seine Ehefrau Irmgard geb. Ernst und zwei Töchter, Gudrun und Ingeborg.